# أوسيلوس
أوسيلوس، (بالإنجليزية: Usellus)‏، (سردينيا: Usèddus)، (لاتينية: Uselis)، هي بلدية في مقاطعة أوريستانو، في إقليم سردينيا الإيطالي. 

## السكان
في سنة 1861 بلغ عدد السكان 922 نسمة، وتطور العدد ليصل في سنة 2011 لـ 854 نسمة.
يظهر هذا المخطط البياني تطور النمو السكاني لـ أوسيلوس